# مصطفى ديب البغا
مصطفى ديب البغا (ولد 1938 م) عالم دين سني سوري، ومن أبرز فقهاء الشافعية فيها. حاصل على دكتوراه في الفقه الإسلامي من الأزهر، كان أستاذًا في كلية الشريعة بجامعة دمشق ووكيلًا لها، وألف العديد من الكتب الفقهية وخطب في عدد من مساجد الشام.

## ولادته وتحصيله
ولد في حي الميدان بدمشق عام 1938م، ونشأ فيه وترعرع.
تخرَّج في معهد التوجيه الإسلامي، الذي أسَّسه الشيخ حسن حبنكة الميداني عام 1959م. ثم درس في كلية الشريعة في جامعة دمشق، وحصل على الإجازة منها عام 1963م. ثم حصل على شهادتي الماجستير والدكتوراه في أصول الفقه من كلية الشريعة في جامعة الأزهر عام 1974م، وكان موضوع رسالة الدكتوراه: «أثر الأدلة المختلَف فيها في الفقه الإسلامي».

## شيوخه
- حسن حبنكة الميداني.
- خيرو ياسين، قرأ عليه القرآن الكريم عندما كان في المرحلة الثانوية وحفظه فأجازه به.
- حسين خطاب شيخ القراء بدمشق سابقًا.
- محمد كريم راجح شيخ قراء الشام حاليًّا.
- مصطفى سعيد الخن.
- مصطفى السباعي.
- محمد المبارك .
- مازن المبارك.
- محمد أمين المصري.
- عمر الحكيم.
- وهبي سليمان غاوجي الألباني.
- القاضي محمد الشماع.
- محمد المنتصر الكتاني.
- عبد الفتاح أبو غدة.
- أحمد فهمي أبو سنة.

## نشاطه الدعوي

### في المساجد
- خطيب في مسجد الغواص بحي الميدان، ثم في مسجد زين العابدين بالحي نفسه.
- يعطي دروسًا في الفقه والحديث والتفسير وغير ذلك، في عدة مساجد بدمشق.

### في المدارس والجامعات
- درس مادة التربية الإسلامية للمرحلة الثانوية بمحافظة الحسكة في معهد الشيخ الخزنوي بقرية «تل معروف»، ومحافظة السويداء لمدة سنتين أيضاً، ثم في ثانويات دمشق.
- عُيّن مدرساً في كلية الشريعة في جامعة دمشق، وذلك من عام 1978 ـ حتى عام 2000.
- تعاقد مع كلية الشريعة في جامعة قطر، لمدة خمس سنوات (2000 ـ 2005).
- درّس في كلية الشريعة في جامعة اليرموك في إربد في الأردن لمدة سنة (2006).
- يُدرّس في جامعة العلوم الإسلامية العالمية في الأردن منذ عام 2008.

### المؤتمرات الدولية
حضر عددًا من المؤتمرات، منها:
- مؤتمر في مكة المكرمة عند اجتياح العراق للكويت.
- مؤتمر الوحدة الإسلامية في إيران.
- مؤتمر التراث في عدن في اليمن.

## كتبه

### في التأليف
- التذهيب في أدلة متن الغاية والتقريب.
- أصول الفقه: دراسة عامة.
- الجوانب التربوية في علم أصول الفقه.
- مضامين تربوية في الفقه الإسلامي.
- الفقه المنهجي في الفقه الشافعي، بالاشتراك مع مصطفى الخن، وعلي الشربجي.
- الواضح في علوم القرآن، بالاشتراك مع محيي الدين مستو.
- الدعاوى والبيانات والقانون في القضاء، بالاشتراك مع عبد الرحيم القرشي.
- تسهيل المسالك بشرح وتهذيب عمدة السالك وعدة الناسك لابن النقيب.
- الهديّة المرضية شرح وأدلة المقدمة الحضرمية.
- التحفة الرضية في فقه السادة المالكية (شرح متن العشماوية).
- نظام الإسلام.
- فقه المعاوضات.
- بحوث في علوم الحديث ونصوصه.
- بحوث في الفقه المقارن.

### في التحقيق
- الرحبية في علم الفرائض.
- تنوير المسالك بشرح وأدلة عمدة السالك لابن النقيب، تحقيق وتعليق.
- تفسير الجلالين.
- مفحمات الأقران في مبهمات القرآن للسيوطي.
- الإتقان في علوم القرآن، للسيوطي.
- أسباب النزول للواحدي النيسابوري.
- صحيح البخاري، تحقيق وتعليق وضبط.
- صحيح مسلم بشرح النووي، تحقيق وتعليق.
- مختصر صحيح البخاري، المسمى «التجريد الصريح لصحيح البخاري» للزبيدي، تحقيق وتعليق.
- مختصر صحيح مسلم للمنذري، تحقيق وتعليق.
- مختصر سنن أبي داود.
- مختصر سنن ابن ماجه.
- مختصر سنن الترمذي.
- مختصر سنن النسائي.
- نزهة المتقين في شرح رياض الصالحين للإمام النووي، بالاشتراك مع مصطفى سعيد الخن، ومحيي الدين مستو، وعلي الشربجي، ومحمد أمين لطفي.
- الوافي في شرح الأربعين النووية، بالاشتراك مع محيي الدين مستو.
- مقدمة ابن الصلاح في علوم الحديث، تحقيق وتعليق.
- التقريب إلى كتاب الترغيب والترهيب لابن الديري، تحقيق وتعليق، بالاشتراك مع محمد عصام عرار.
- المنهاج القويم على المقدمة الحضرمية: والكتاب من تأليف ابن حجر الهيتمي الشافعي، وتحقيق: ثلة من العلماء، ومنهم الدكتور مصطفى البغا.

## أسرته
تزوَّج أربع زوجات إحداهن مطلقة، وله ثمانية بنين أكبرهم الدكتور محمد الحسن (ولد 1966م) وبه يكنى، وقد حصل على درجة الدكتوراه في أصول الفقه من الجامعة الأردنية، وموضوع رسالته «درء المفسدة» وعمل مدرساً في كلية الشريعة بجامعة دمشق، ورئيس قسم الفقه الإسلامي ومذاهبه في كلية الشريعة بجامعة دمشق لمدة سنتين، وعين عميدًا لكلية الشريعة بجامعة دمشق، بداية عام 2008م خلفًا للدكتور فاروق العكام.
وأشهر أولاده ابنته الدكتورة إيمان البغا المتخصِّصة في الفقه وأصوله، التي آمنت بتنظيم داعش ورسالته، واستقالت من عملها في التدريس الجامعي في جامعة الدمَّام في السعودية، وانتقلت مع أولادها للعيش في ظلِّ التنظيم بشمال سورية، وباتت داعية ومفتية في التنظيم. وصرَّحت بقولها: "غبت عنكم لأنني كنت أبحث عن كهف آوي إليه للنطق بكلمة الحق. تركت جامعتي، وسيارتي الفارهة، ومنزلي الواسع، وراتبي الضخم؛ لأتخلَّص من الالتزام بقوانين الطُّغاة الآثمة، كاتمي أنفاس الحقِّ لتبقى الأمَّة في هوانها. نحن بحاجة إلى علماء استشهاديين، يتركون الحياة الرغيدة ليقيموا الحُجَّة على المسلمين، ومن فعل هذا هو مَليكي الشيخ أسامة بن لادن، ترك بلايينه من أجل أن يحرِّضنا على الجهاد في سبيل الله وأقام في الكهوف".

## وصلات خارجية
- فضائل بشار الأسد يعددها مصطفى البغا
- مصطفى البغا يصف المجرم بشار الأسد بالإمام العادل
- ثناء مصطفى البغا على بشار الأسد في خطبة العيد